# Abdelmalik Lahoulou
Abdelmalik Lahoulou (arabisch عبد المالك لحولو; * 7. Mai 1992 in Jijel) ist ein algerischer Leichtathlet, der sich auf den 400-Meter-Hürdenlauf spezialisiert hat. Er ist unter anderem zweifacher Sieger der Afrikaspiele.

## Sportliche Laufbahn
Abdelmalik Lahoulou nimmt seit 2009 an internationalen Wettkämpfen teil, damals qualifizierte er sich für die U18-Weltmeisterschaften in Brixen. Über 400 Meter Hürden scheiterte er in 55,30 s im Vorlauf, mit der 4-mal-400-Meter-Staffel wurde er im Halbfinallauf disqualifiziert. Ein Jahr später startete er dann in der höheren Altersklasse, die über dieselben Hürdenhöhen wie die Erwachsenen läuft, bei den U20-Weltmeisterschaften im kanadischen Moncton. Dort lief er etwa zwei Sekunden schneller als im Jahr zuvor und erreichte das Halbfinale, in dem er als Sechster in seinem Lauf ausschied. 2011 gewann er mit seinem Sieg bei den U20-Afrikameisterschaften in der botswanischen Hauptstadt Gaborone in 51,69 s seine erste Goldmedaille bei internationalen Meisterschaften.
2013 belegte er bei den Mittelmeerspielen im türkischen Mersin im Einzel über die 400 Meter Hürden den siebten Platz, mit der Langstaffel wurde er Vierter. Es waren seine ersten Wettkämpfe bei internationalen Meisterschaften im Erwachsenenbereich. Ein Jahr später wurde er erstmals algerischer Meister im 400-Meter-Hürdenlauf. Im August belegte er bei den Afrikameisterschaften in Marrakesch in 51,67 s den vierten Platz. Im Juli 2015 nahm er an der Sommer-Universiade im koreanischen Gwangju teil. Dort gewann er in 48,99 s die Silbermedaille. Bei den Weltmeisterschaften in Peking schaffte er den Sprung ins Halbfinale. Im September nahm er auch an den Afrikaspielen in Brazzaville teile. Über die 400 Meter Hürden siegte er in neuer Bestzeit von 48,67 s, mit der Staffel gewann er zudem Bronze.
2016 trat Lahoulou bei den Olympischen Sommerspielen in Rio de Janeiro an. Er überstand den Vorlauf und verpasste anschließend als Vierter in seinem Halbfinallauf den Einzug in das Finale. Ein Jahr später verpasste er bei den Weltmeisterschaften in London in 49,33 s erneut knapp den Einzug in das Finale. Bei seiner zweiten Teilnahme an der Sommer-Universiade gewann er die Bronzemedaille. 2018 trat Lahoulou bei den Mittelmeerspielen im spanischen Tarragona an. Im Einzel verpasste er als Vierter knapp eine Medaille, mit der 4-mal-400-Meter-Staffel gewann er die Bronzemedaille. Bei den Afrikameisterschaften in Asaba gewann er in 48,47 s seine erste Goldmedaille bei kontinentalen Meisterschaften.
Im August 2019 nahm Lahoulou nach 2015 erneut an den Afrikaspielen, diesmal in Rabat, teil. In 49,08 s gewann er dort die Goldmedaille. Ende September trat er dann auch bei den Weltmeisterschaften in Doha an. Im Halbfinale lief er dort in 48,39 s eine neue Bestzeit, die gleichzeitig Nationalrekord bedeutete. Im Finale konnte er die Zeit nicht bestätigen und wurde darin Letzter. Später im Oktober gewann er die Silbermedaille bei den Militärweltspielen in Wuhan. Vier Jahre zuvor gewann er in Südkorea die Goldmedaille. 2021 schaffte er es sich zum zweiten Mal für die Olympischen Sommerspiele zu qualifizieren. In Tokio erreichte er erneut das Halbfinale, schied darin allerdings als Fünfter seines Laufes aus. 2022 trat er im Juni zur Titelverteidigung bei den Afrikameisterschaften auf Mauritius an. Er gewann schließlich hinter dem Südafrikaner Sokwakhana Zazini die Silbermedaille. Kurz darauf nahm er in der Heimat zum dritten Mal nach 2013 und 2018 an den Mittelmeerspielen teil und konnte, wie schon 2018 mit der Staffel, im Hürdenlauf die Bronzemedaille gewinnen. Zum Abschluss der Spiele konnte sich das algerische Staffelquartett mit ihm an dritter Position über die 4-mal 400 Meter gegen die Konkurrenz durchsetzen.
Im Juli 2022 trat Lahoulou erneut bei den Weltmeisterschaften an. Er erreichte das Halbfinale, in dem er als insgesamt Elftplatzierter nur knapp den Finaleinzug verpasste. Ein Jahr später konnte er den Vorlauf bei den Weltmeisterschaften in Budapest nicht beenden. 2024 belegte er im Finale bei den Afrikaspielen in Ghana den sechsten Platz.
Lahoulou studierte an der National School of Sports Science in Algier. Im Laufe seiner sportlichen Karriere siegte er bislang sechsmal im 400-Meter-Hürdenlauf bei den Algerischen Meisterschaften (2015–2017, 2019, 2022–2023).

## Wichtige Wettbewerbe
| Jahr                 | Veranstaltung             | Ort                  | Platz                | Disziplin            | Zeit                 |
| Startet für Algerien | Startet für Algerien      | Startet für Algerien | Startet für Algerien | Startet für Algerien | Startet für Algerien |
| -------------------- | ------------------------- | -------------------- | -------------------- | -------------------- | -------------------- |
| 2009                 | U18-Weltmeisterschaften   | Brixen               | 20.                  | 400 m Hürden (84 cm) | 55,30 s              |
| 2009                 | U18-Weltmeisterschaften   | Brixen               |                      | 4 × 400 m            | DSQ                  |
| 2010                 | U20-Weltmeisterschaften   | Moncton              | 29.                  | 400 m Hürden         | 53,00 s              |
| 2011                 | U20-Afrikameisterschaften | Gaborone             | 1.                   | 400 m Hürden         | 51,69 s              |
| 2013                 | Mittelmeerspiele          | Mersin               | 7.                   | 400 m Hürden         | 51,09 s              |
| 2013                 | Mittelmeerspiele          | Mersin               | 4.                   | 4 × 400 m            | 3:08,27 min          |
| 2014                 | Afrikameisterschaften     | Marrakesch           | 4.                   | 400 m Hürden         | 51,67 s              |
| 2015                 | Universiade               | Gwangju              | 2.                   | 400 m Hürden         | 48,99 s              |
| 2015                 | Weltmeisterschaften       | Peking               | 14.                  | 400 m Hürden         | 48,87 s              |
| 2015                 | Afrikaspiele              | Brazzaville          | 1.                   | 400 m Hürden         | 48,67 s              |
| 2015                 | Afrikaspiele              | Brazzaville          | 3.                   | 4 × 400 m            | 3:03,07 min          |
| 2015                 | Militärweltspiele         | Mungyeong            | 1.                   | 400 m Hürden         | 49,43 s              |
| 2016                 | Olympische Spiele         | Rio de Janeiro       | 13.                  | 400 m Hürden         | 49,08 s              |
| 2017                 | Weltmeisterschaften       | London               | 10.                  | 400 m Hürden         | 49,33 s              |
| 2017                 | Universiade               | Taipeh               | 3.                   | 400 m Hürden         | 49,30 s              |
| 2018                 | Mittelmeerspiele          | Tarragona            | 4.                   | 400 m Hürden         | 49,45 s              |
| 2018                 | Mittelmeerspiele          | Tarragona            | 3.                   | 4 × 400 m            | 3:05,28 min          |
| 2018                 | Afrikameisterschaften     | Asaba                | 1.                   | 400 m Hürden         | 48,47 s              |
| 2018                 | Afrikameisterschaften     | Asaba                | 5.                   | 4 × 400 m            | 3:05,27 min          |
| 2019                 | Afrikaspiele              | Rabat                | 1.                   | 400 m Hürden         | 49,08 s              |
| 2019                 | Weltmeisterschaften       | Doha                 | 8.                   | 400 m Hürden         | 49,46 s              |
| 2019                 | Militärweltspiele         | Wuhan                | 2.                   | 400 m Hürden         | 49,68 s              |
| 2021                 | Olympische Spiele         | Tokio                | 18.                  | 400 m Hürden         | 49,14 s              |
| 2022                 | Afrikameisterschaften     | Port Louis           | 2.                   | 400 m Hürden         | 50,10 s              |
| 2022                 | Mittelmeerspiele          | Oran                 | 3.                   | 400 m Hürden         | 48,87 s              |
| 2022                 | Mittelmeerspiele          | Oran                 | 1.                   | 4 × 400 m            | 3:03,41 min          |
| 2022                 | Weltmeisterschaften       | Eugene               | 11.                  | 400 m Hürden         | 48,90 s              |
| 2023                 | Weltmeisterschaften       | Budapest             |                      | 400 m Hürden         | DNF (Vorlauf)        |
| 2024                 | Afrikaspiele              | Accra                | 6.                   | 400 m Hürden         | 50,34 s              |

## Persönliche Bestleistungen
Freiluft
- 400 m: 46,75 s, 26. Mai 2018, Palafrugell
- 400 m Hürden: 48,39 s, 28. September 2019, Doha, (algerischer Rekord)

Halle
- 400 m: 49,13 s, 11. Februar 2022, Clemson